# Enypnias aceras
Enypnias aceras é uma espécie de peixe da família Gobiidae e da ordem Perciformes.

## Habitat
É um peixe marítimo, de clima tropical e demersal.

## Distribuição geográfica
É encontrado no Oceano Pacífico oriental central.

## Observações
É inofensivo para os humanos.